# La Margineda
La Margineda è una località di Andorra, nella Parrocchia di Andorra la Vella situata nei pressi di Santa Coloma. È nota per la presenza del ponte di epoca romanica (secolo XII), il più grande del genere di tutto il principato.